# Salmson 2
Le Salmson 2, dit Salmson 2A2, est un avion de reconnaissance biplan français de la Première Guerre mondiale.

## Engagements

### Aviation militaire
Muni d'un moteur en étoile Salmson Canton-Unné de 260 ch, cet avion de reconnaissance biplan entra en service au sein de l'Aéronautique militaire en 1917. Il connut un vif succès, et plus de 3 000 exemplaires en furent construits, la plupart en sous-traitance. Ainsi, l'industriel Pierre-Georges Latécoère, qui fabriquait avant la guerre des tramways et des wagons de marchandises, obtient le 22 septembre 1917 une commande ferme du Service des fabrications de l'aviation, dépendant du ministère de l'Armement, pour 1 000 exemplaires au prix unitaire de 25 000 francs, soit un marché d'une valeur totale de 25 millions de francs. Plusieurs centaines de cellules furent produites dans son usine de Montaudran, à Toulouse.

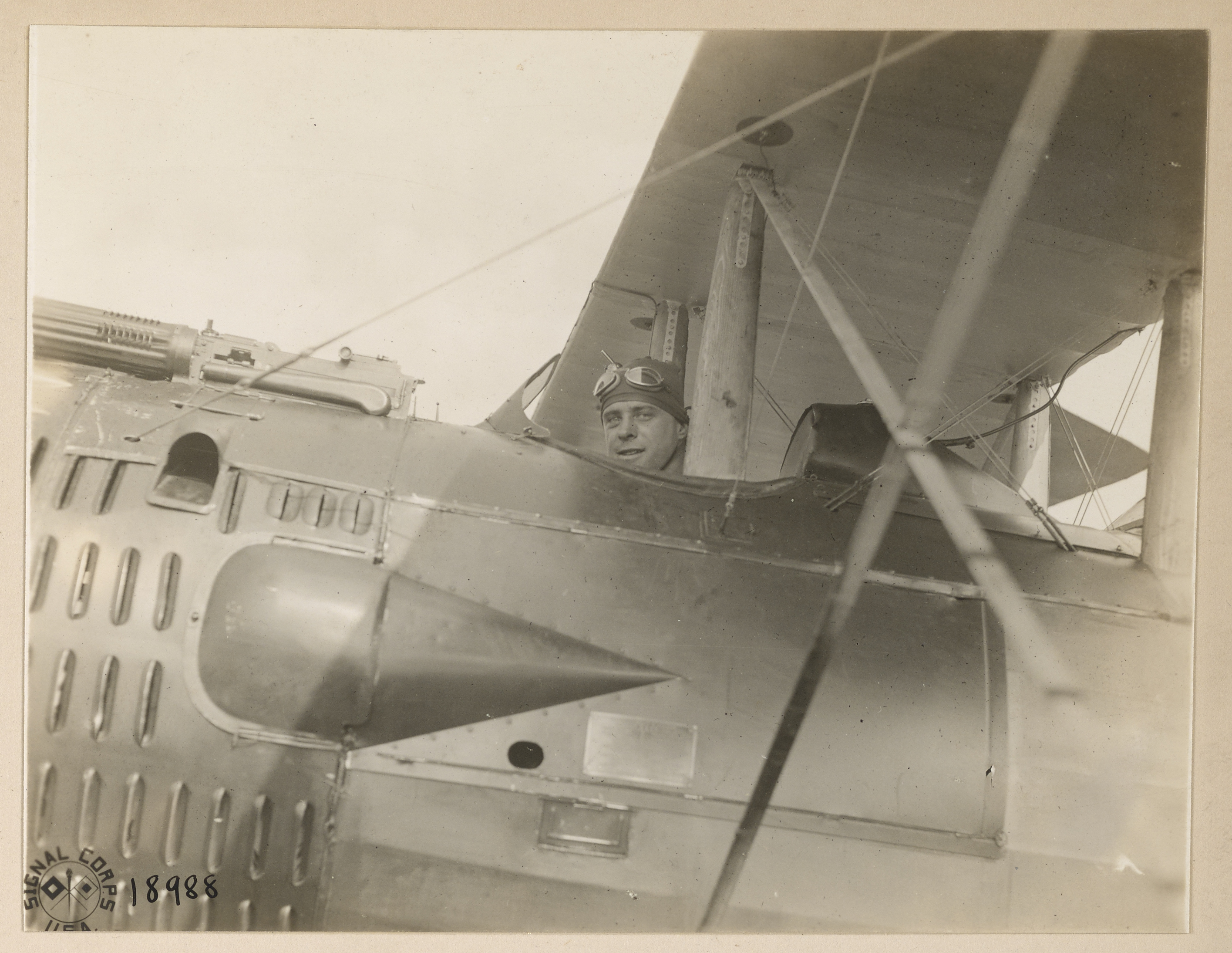
Pilote, moteur
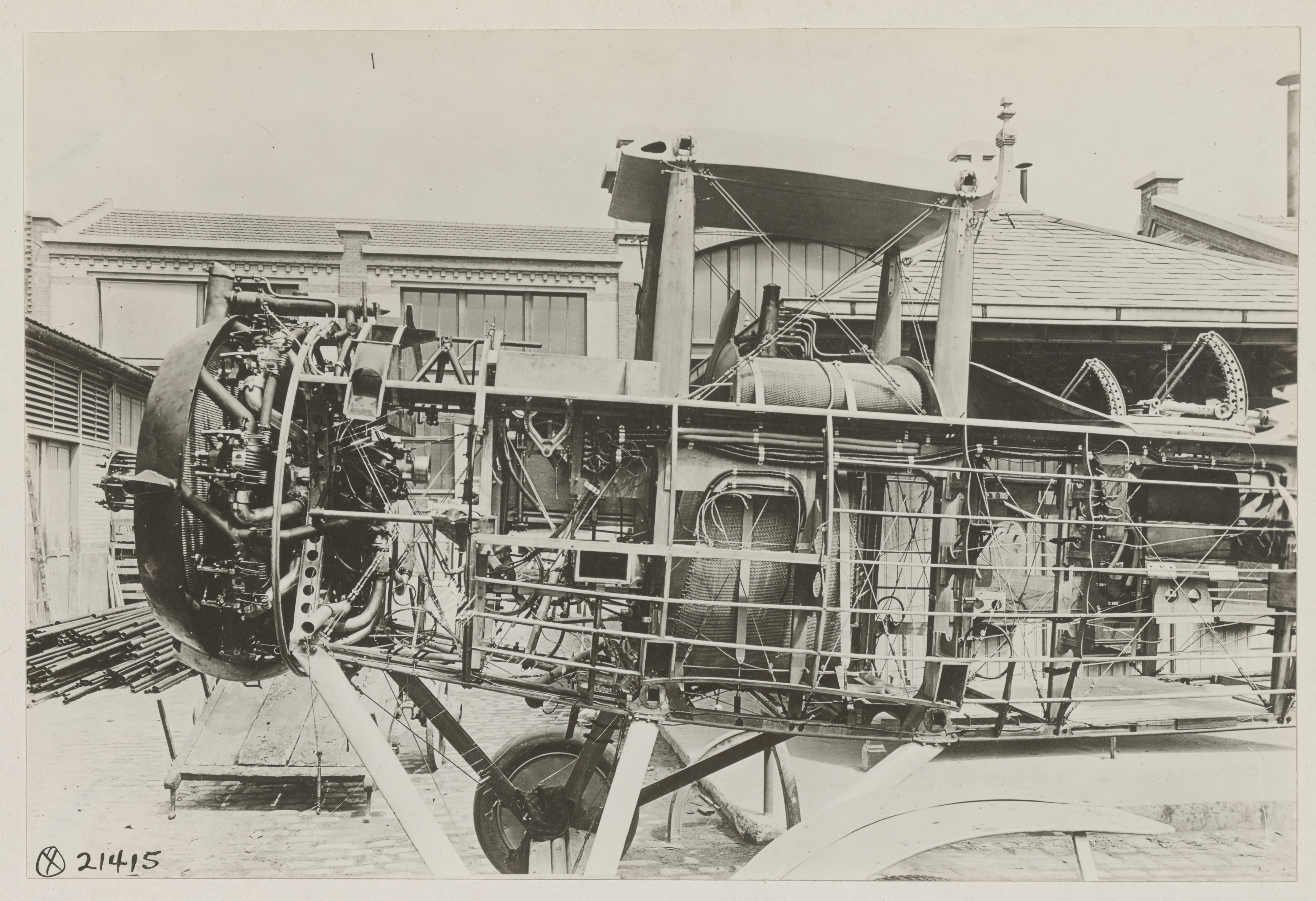
écorché,
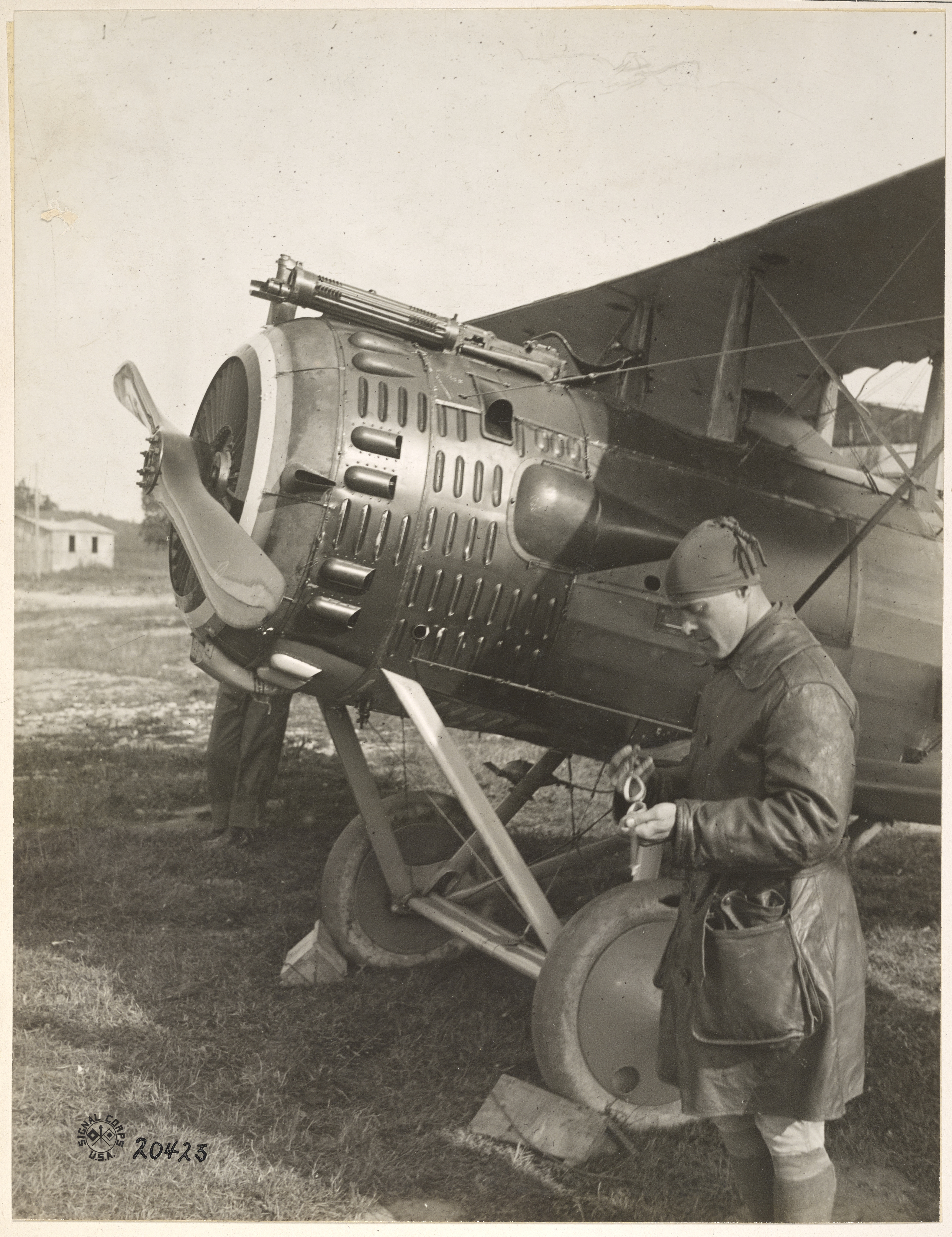
mitrailleuse coaxiale.
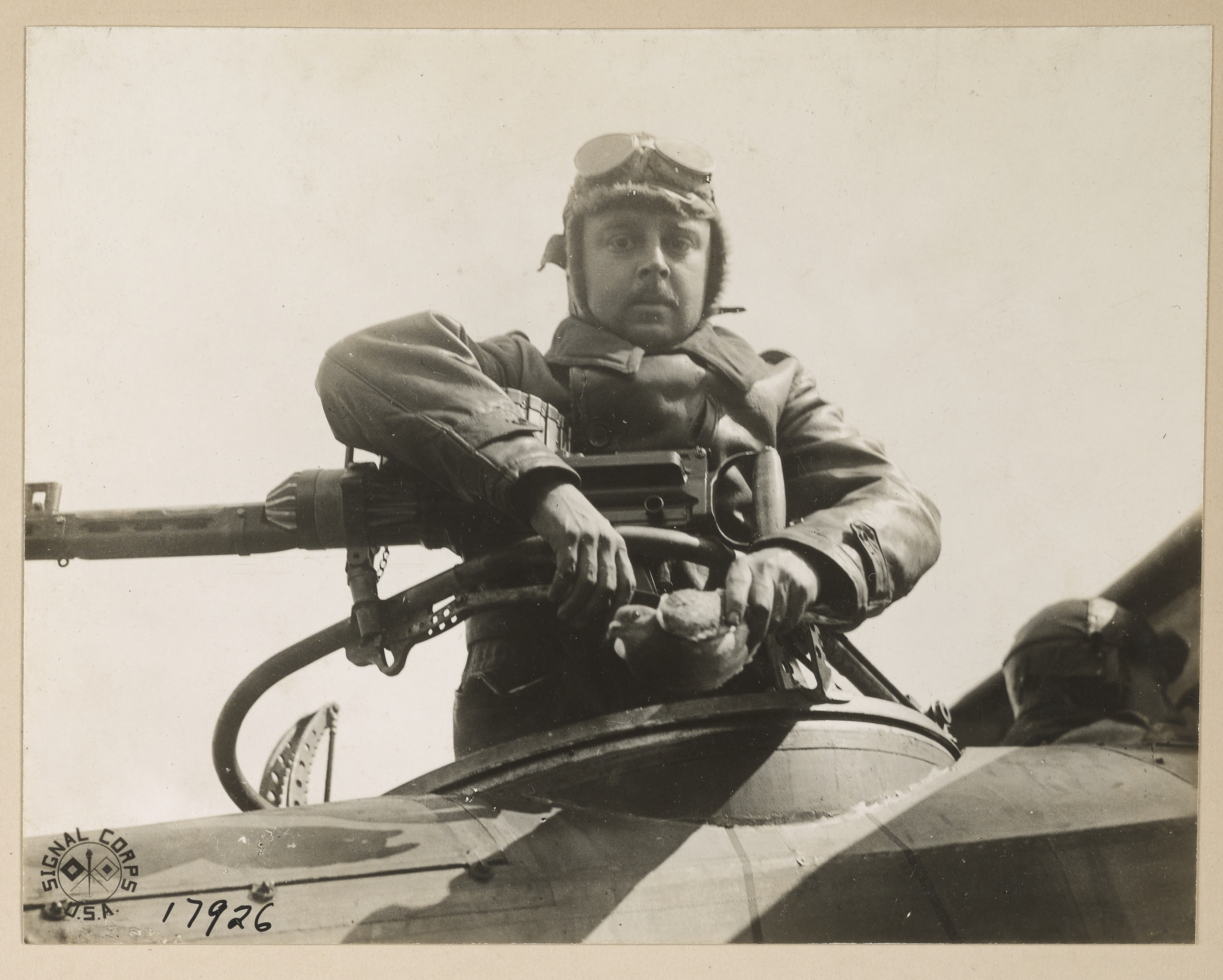
Lâcher de pigeon par le mitrailleur.
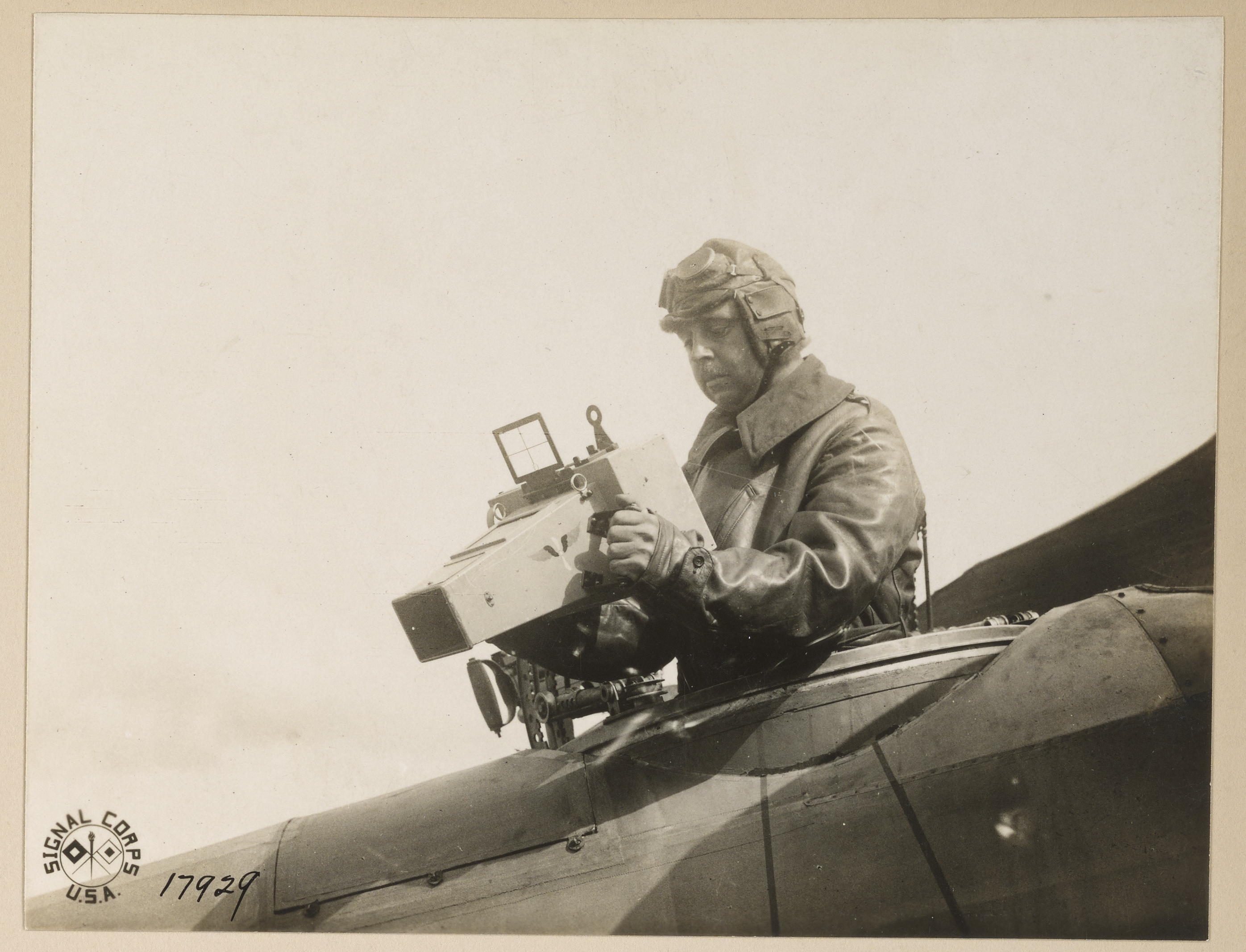
Photographie de reconnaissance.

Outre les escadrilles de reconnaissance françaises, il équipe aussi une dizaine de Squadrons de l'United States Army Air Service en France. 
Après la guerre, la Marine nationale française reçoit quelques unités, qui sont affectées au CAM de Saint-Raphaël, conjointement avec des Sopwith 1½ Strutter. Ils sont assez rapidement retirés du service et remplacés par des Breguet XIV.

### Aviation civile
C'est à bord d'un Salmson 2A2 construit dans son usine, démilitarisé et piloté par René Cornemont, que Pierre-Georges Latécoère effectue le vol inaugural des « Lignes aériennes Latécoère » (future Aéropostale), le 25 décembre 1918, entre Toulouse et Barcelone.

## Variantes
- Salmson 4 : version de bombardement équipée d'un blindage. La faible production pendant la guerre est arrêtée après l'armistice de 1918.
- Salmson 5 : pas de production.
- Salmson 7 : le pilote et l'observateur sont regroupés dans un cockpit. La production prévue à grande échelle n'est pas engagée avec l'armistice de 1918.
- Salmson Limousine : Salmson converti après guerre pour le transport de passagers.

## Répliques historiques
- Musée de l'Air et de l'Espace de Kakamigahara (en), Kakamigahara, Gifu, Japon ;
- L'Envol des pionniers, Toulouse, France[3].

## Opérateurs
France
- Aéronautique militaire
- Force maritime de l'aéronautique navale

 États-Unis
- American Expeditionary Force

### Après guerre
Belgique
- Composante air - un avion.

 République tchèque
- Force aérienne tchèque

 Japon
- Service aérien de l'Armée impériale japonaise

 Pérou
- Force aérienne du Pérou - un avion.

 Pologne
- Force aérienne de la République polonaise

 Espagne
- un avion.

 Russie /  Union soviétique
- Armée de l'air russe